# Chrysobothris costifrons
Chrysobothris costifrons är en skalbaggsart som beskrevs av Waterhouse 1887. Chrysobothris costifrons ingår i släktet Chrysobothris och familjen praktbaggar. Utöver nominatformen finns också underarten C. c. costifrons.